# 93102 Leroy
93102 Leroy este un asteroid din centura principală de asteroizi.

## Descriere
93102 Leroy este un asteroid din centura principală de asteroizi. A fost descoperit pe 27 septembrie 2000 la St. Clotilde de Robin Chassagne și Christophe Demeautis. Asteroidul prezintă o orbită caracterizată de o semiaxă mare de 2,34 ua, o excentricitate de 0,14 și o înclinație de 7,4° în raport cu ecliptica.